# Ligne de Dovre
La ligne de Dovre (ou Dovrebanen en norvégien) est la principale ligne norvégienne de chemin de fer. Elle relie la ville d'Oslo à Trondheim sur une distance de 383 km. Entre Hamar et Støren, elle est doublée par la ligne de Røros, plus ancienne, qui prend un tracé plus à l'Est.

## Définitions

### Présentes
La ligne de Dovre est le nom usuel de la ligne de 548 km reliant Oslo à Trondheim.
La ligne de Dovre est le nom technique de la ligne de 484 km reliant Eidsvoll à Trondheim.

### Historiques
La première utilisation du terme ligne de Dovre date de 1921 : il désignait le tronçon entre Dombås et Støren (158.1 km). Quand on parle de l'histoire du chemin de fer en Norvège, c'est encore cette définition qui s'applique à la ligne de Dovre.
Par la suite, et ce jusqu'en 2008, la ligne de Dovre désignait la ligne de 209 km reliant Dombås à Trondheim.

## Histoire

### Sections historiques de la ligne de Dovre
| Section          | Km  | Nom historique             | Mise en service |
| ---------------- | --- | -------------------------- | --------------- |
| Oslo-Eidsvoll    | 64  | Gardermobanen              | 1998            |
| Eidsvoll-Hamar   | 59  | Eidsvold-Hamarbanen        | 1880            |
| Hamar-Tretten    | 88  | Eidsvold-Trettenbanen      | 1894            |
| Tretten-Otta     | 83  | Eidsvold-Ottabanen         | 1896            |
| Otta-Dombås      | 46  | Eidsvold-Størenbanen / Syd | 1913            |
| Dombås-Støren    | 158 | Dovrebanen                 | 1921            |
| Støren-Trondheim | 51  | Trondhjem-Størenbanen      | 1864            |

Jusqu'en 1998, la section entre Oslo et Eidsvoll était assurée par la Hovedbanen (1854). La ligne actuelle, la Gardermobanen présente deux avantages :
- elle ne fait que 64 km (soit 4 km de moins que la Hovedbanen)
- c'est une ligne à grande vitesse (la seule de Norvège).

La ligne Hovedbanen sert désormais au trafic des marchandises et aux trains régionaux. Elle n'est plus considérée comme faisant partie de la ligne de Dovre.
La ligne a été électrifiée le 1er novembre 1970.

### Accidents
- le 19 septembre 1921, accident de Nidareid, 6 morts.
- le 22 février 1975, accident de Tretten, 27 morts et 25 blessés.

Les deux accidents sont dus à la collision frontale de deux trains. L'accident de Tretten reste encore aujourd'hui l'accident ferroviaire le plus meurtrier que la Norvège ait connu en temps de paix.

## Gares desservies[1]
- Oslo
- Lillestrøm
- Gardermoen
- Eidsvoll
- Tangen
- Stange
- Hamar
- Brumunddal
- Moelv
- Lillehammer
- Hunderfossen
- Kvitfjell (desserte locale)
- Ringebu
- Vinstra
- Kvam
- Otta
- Dovre
- Dombås
- Hjerkinn
- Kongsvoll
- Oppdal
- Berkåk
- Støren
- Hovin (desserte locale)
- Lundamo (desserte locale)
- Ler (desserte locale)
- Kvål (desserte locale)

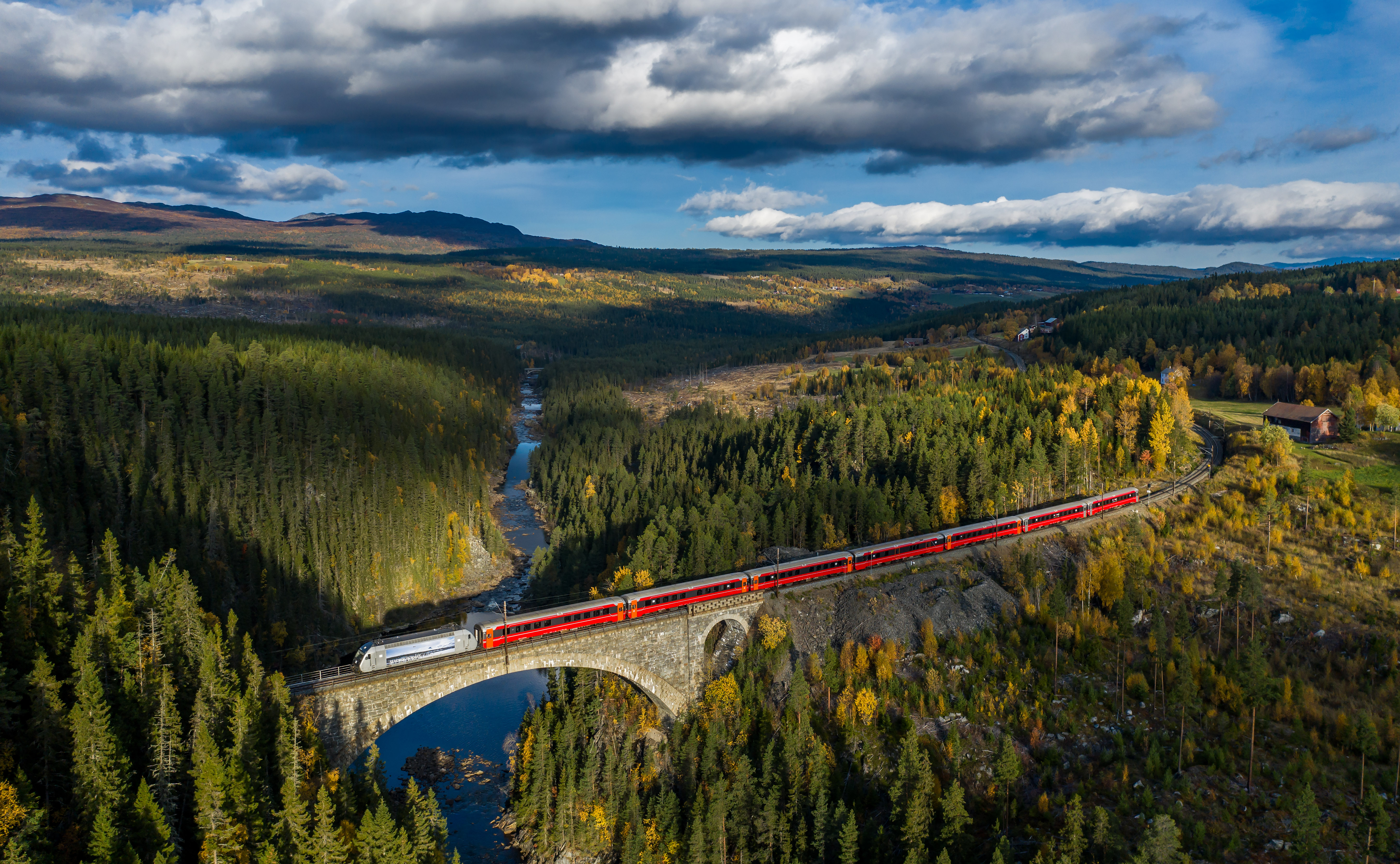
Un train SJ Norge El 18 régional traverse le Orkla bru entre Ulsberg et Fagerhaug sur la ligne de Dovre. Octobre 2020.

- Melhus skystasjon (desserte locale)
- Heimdal
- Selsbakk (desserte locale)
- Marienborg (desserte locale)
- Skansen (desserte locale)
- Trondheim